# Alain de Lacoste-Lareymondie
Pour les articles homonymes, voir Lacoste.
Alain de Lacoste-Lareymondie, né le 7 janvier 1921 à Niort et mort le 18 mai 2007 à La Rochelle, est un homme politique français.

## Biographie

### Origines familiales
Alain de Lacoste-Lareymondie est né dans une famille d'ancienne bourgeoisie originaire du Limousin, issue de :
- Jean de Lacoste, seigneur de La Reymondie (1653-1731), avocat en la cour, juge de Meyssac (Corrèze) ;
- Bertrand de Lacoste, seigneur de La Reymondie (1690-1743), contrôleur des Guerres à Paris, avocat en la cour ;
- Adrien Ier de Lacoste, seigneur de Lareymondie (1723-1787), lieutenant de cavalerie au régiment de Condé ;
- Adrien II de Lacoste-Lareymondie (1800-1882), vérificateur de l'enregistrement et des domaines à Magny-en-Vexin (Val-d'Oise), conservateur des Hypothèques à Nontron (Dordogne) ;
- Jean de Lacoste-Lareymondie (1879-1938), avocat et directeur de journal, chevalier de la Légion d'honneur, croix de guerre 1914-1918 ;
- Henri de Lacoste-Lareymondie (1919-1940), mort pour la France le 16 mai 1940, à Thenailles (Aisne).

### Formation
Après sa scolarité au collège Saint-Hilaire à Niort, Alain de Lacoste-Lareymondie est diplômé d'études supérieures de droit public, de droit privé et d'économie politique de la faculté de droit de l'université de Poitiers

### Carrière
Il intègre le Conseil d'État comme auditeur, puis devient maître des requêtes et conseiller d'État. Il est détaché comme chef du cabinet civil du général de Lattre et du général Salan pendant la Guerre d'Indochine.
Il est élu député de la première circonscription de la Charente-Maritime (Indépendants et paysans d'action sociale) de 1959 à 1962 et y milite en faveur de l'Algérie française. En 1960, il participe à la fondation du Front national pour l'Algérie française et est à l'origine du Comité de Vincennes (regroupant notamment Georges Bidault et André Morice) qui veut empêcher de Gaulle d'abandonner l'Algérie. Il est battu après la dissolution de l'Assemblée nationale d'octobre 1962, et réintègre le Conseil d'État. Il est par la suite élu conseiller général dans le canton de La Rochelle.
Son antigaullisme revendiqué lui fait témoigner en faveur du général Salan lors de son procès en mai 1962. La violence de ses prises de position lui fait devenir la cible d'un attentat dont il estime Roger Frey, ministre de l'Intérieur, d'en être le commanditaire. Il soutient Jean-Louis Tixier-Vignancour aux élections présidentielles de 1965, en récoltant des fonds pour la campagne; c'est Jean-Marie Le Pen qui les aurait présentés.
Il a fait partie du bureau politique de l'Alliance républicaine pour les libertés et le progrès[réf. souhaitée], et été candidat sous ses couleurs en 1967.
Il est ensuite professeur de droit constitutionnel à la Faculté libre de droit, d’économie et de gestion (FACO Paris) ainsi qu'à l'Institut des hautes études de droit rural et d'économie agricole l'IDRHEA.
En 1982, il est rapporteur pour le Conseil d'État du texte sur l'amnistie des généraux putschistes proposé par le cabinet de Raymond Courrière. C'est un proche de François Mitterrand, Pierre Nicolaÿ, alors vice-président du Conseil d'État, qui lui attribue cette mission, ce qui ne manque pas d'étonner au sein de l'institution de Port-Royal puisque Lacoste-Lareymondie est le membre le plus impliqué sur le sujet.
Il est par ailleurs président du Collège représentant les actionnaires de la Banque nationale de Paris (1977-1983) et de la commission exerçant les pouvoirs de l'assemblée générale des sociétés du groupe Mutuelle générale française (1983-1986).
Il est notamment le père de Jean-Marc de Lacoste-Lareymondie et d'Odile de Mellon, élus sous l'étiquette du Front national.

### Parcours professoral
Il enseigne à l'Institut d'études politiques de Paris en 1949.

## Distinctions
France
- Officier de la Légion d'honneur[Quand ?]
- Commandeur de l'ordre national du Mérite[Quand ?]

Laos
- Grand-croix de l'Ordre du Million d’Éléphants et du Parasol blanc